# 福腰参珠螺
福腰参珠螺（学名：Notosinister alveata），是异腹足目左锥螺科参珠螺属的一种。主要分布于台湾，常栖息在水深50-100米的海域。